# Pallacanestro Brescia
La Pallacanestro Brescia è una squadra italiana di pallacanestro con sede a Brescia e partecipante al campionato di Serie A. Conosciuta anche con il nome di Germani Brescia, grazie all'azienda bresciana che fa da title sponsor, la Germani S.p.A. 
Dopo il fallimento del Basket Brescia del 1996, è la prima società di pallacanestro bresciana e milita nel campionato di Serie A dalla stagione 2016-2017. In precedenza era conosciuta con il nome di Centrale del Latte Brescia (main sponsor fino al 2016) o di Brescia Basket Leonessa.

## Storia

Il Basket Brescia Leonessa, nasce ufficialmente il 2 luglio 2009, grazie al trasferimento del titolo sportivo della Juvi Cremona Basket. Il basket bresciano dopo tredici anni di assenza, torna in città. 
Utilizzando un canale sinergico già esistente con una società sportiva bresciana, la Virtus Brescia guidata Graziella Bragaglio (moglie del presidente della Juvi Matteo Bonetti) si riesce a dar vita ad un'associazione sportiva dilettantistica, con a capo la stessa Bragaglio e come dirigenti ex giocatori bresciani molto noti come Marco Solfrini e Ario Costa (già general manager della Virtus Brescia).

### Stagione 2009-2010: il primo anno
Iscrittosi al campionato di Serie A Dilettanti 2009-2010 grazie ai diritti di Cremona, il Basket Brescia Leonessa parte dalla formazione del roster che vede ereditare dalla formazione cremonese il playmaker Mauro Quaroni e tutto lo staff tecnico tra cui l'allenatore Adriano Furlani ed il vice allenatore Massimo Giannoni. Alla rosa si aggiungono poi Massimo Rezzano, Paolo Alberti, Bernardo Musso, Matteo Rossetti, Nicholas Crow, Federico Maiocco, Roberto Maggio, Giacomo Vinati, Nicolò Petrucci, i due gemelli Davide e Sandro Marelli e successivamente Damiano Verri e Jakub Wojciechowski.
Nel primo impegno ufficiale della stagione, il Brescia cede contro Verona in Coppa Italia. Il primo campionato della stagione regolare, lo conclude al quinto posto conquistando l'accesso ai play-off dove cede al primo turno contro la Fulgor Omegna.

### La promozione in Legadue
Al secondo anno di attività, Brescia partecipa ancora al campionato di A Dilettanti.
La panchina è sempre guidata da coach Furlani, ma nel roster ci sono alcuni importanti cambiamenti. Alle partenze di Bernardo Musso e dei gemelli Marelli, si affiancano gli arrivi di Massimo Farioli, Stevan Stojkov, Franko Bushati, Lorenzo Gergati, Mario Josè Ghersetti e Marco Maganza.
Dopo un inizio confortante, che vede la squadra bresciana in testa al campionato, alcuni cali di rendimento convincono la dirigenza ad esonerare Furlani e sostituirlo con Sandro Dell'Agnello, ex tecnico della Reyer Venezia Mestre.
Vengono inoltre ingaggiati Damiano Brigo da Veroli e Rodolfo Rombaldoni dalla Pallacanestro Biella, mentre il capitano Quaroni viene ceduto in Legadue alla Tezenis Verona. Il campionato della regular season termina per la Centrale del Latte al secondo posto, dietro al Piacenza. Nei play-off Brescia vince la semifinale contro il Basket Perugia, imponendosi per 3-1 ed accede alla finale. 
Il 20 maggio 2011 Brescia sconfigge il Trapani nella gara-3 dei play-off promozione ed ottiene il titolo di Campione d'Italia Dilettanti , con la conseguente promozione nel Campionato di Legadue 2011-2012.

### Gli anni in Legadue

#### Stagione 2011-2012
Nella stagione 2011-12 vengono confermati diversi giocatori del vecchio roster tra cui Rombaldoni, Stojkov, Gergati, Bushati, Ghersetti, Farioli, Rezzano, a cui si aggiungono Scanzi, Busma, Goldwire e Thompson poi sostituito con Lestini. Nonostante si presentasse al campionato di Legadue come debuttante, il Basket Brescia Leonessa riesce a conquistare il settimo posto in regular season e partecipare ai playoff, andando ad affrontare la quarta forza del campionato la Givova Scafati, contro la quale però, si fermano le speranze di promozione. 

#### Stagione 2012-2013

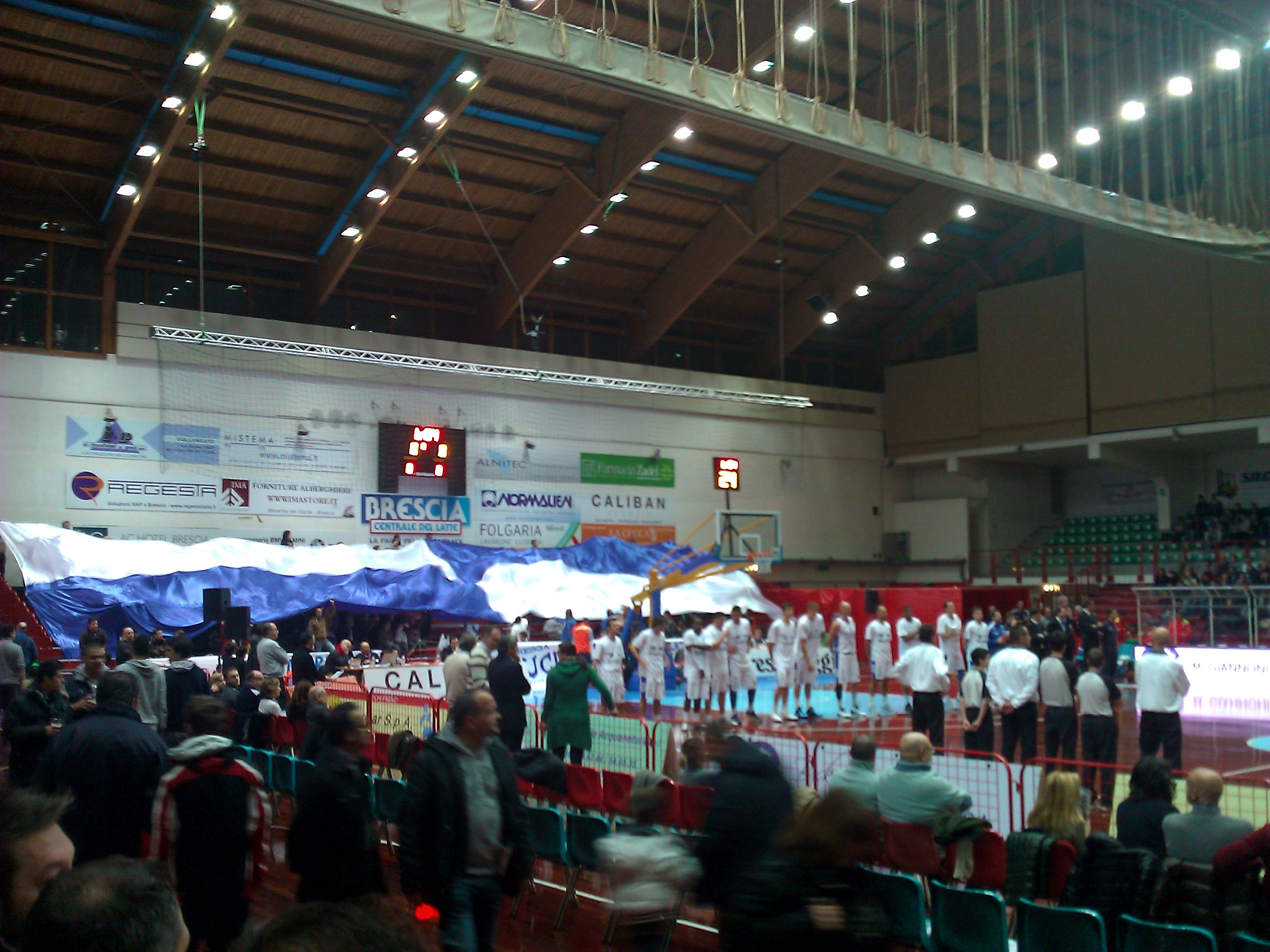
Coreografia dei tifosi, al Pala San Filippo durante la partita Brescia-Ostuni in Legadue nella stagione 2011/2012.

L'annata 2012-13, si apre con la diaspora di tutta la rosa, eccezion fatta per Stevan Stojkov. Brescia si appresta al ritiro estivo con la sola ufficializzazione di coach Alberto Martelossi, proveniente dalla Scaligera Verona, con Stojkov (confermato) e Scanzi (reintegrato), più una serie di giovani provenienti da tutto il nord Italia, tra cui Federico Loschi ed Eric Lombardi, a quali si aggiungeranno Brkic, Fernández, Mparlos, e i due statunitensi J.R. Giddens e Michael Jenkins.
La stagione non parte benissimo, ma dopo la sconfitta in Coppa Italia di Legadue contro la Junior Casale e risultati discontinui in campionato, riesce grazie soprattutto ad un grande girone di ritorno a qualificarsi per i play-off promozione per il secondo anno consecutivo. Grazie a questo risultato coach Martelossi e Brkic vengono nominati rispettivamente Miglior Allenatore e Miglior Giocatore Italiano del campionato Legadue 2012-2013. Nei play-off Brescia batte dapprima la Fulgor Libertas Forlì, poi l'Aquila Basket Trento in semifinale ed accede alla finale contro Pistoia, dove viene sconfitta nella quinta e decisiva partita dopo che entrambe le squadre si erano aggiudicate le partite in casa (65-60 e 58-56 per gli uomini di Moretti su quelli di Martelossi al Pala Carrara) Con poca storia i due match vinti da Brescia in un PalaSanfilippo esaurito: 70-55 e 73-62 . Nel match decisivo, di nuovo in terra toscana, la Giorgio Tesi ebbe la meglio 60-47. Brescia pagò a caro prezzo l’infortunio di Jenkins a una mano in gara 1.

#### Stagione 2013-2014
Il primo Campionato Nazionale Dilettanti Gold 2013-2014, nato successivamente al declassamento del campionato di Legadue da professionistico a dilettantistico, si apre per il Brescia con l'addio di Juan Fernandez, Nikos Mparlos, Michael Jenkins e David Brkic, con la conferma di J.R. Giddens, l'arrivo di Tommaso Rinaldi, Robert Fultz, Tamar Slay, Fabio Di Bella, ed il ritorno di Franko Bushati Dopo una preparazione deludente, Brescia chiude il girone d'andata al quarto posto a quattro punti dalla capolista Trento. Nel girone di ritorno la squadra di Martelossi continua con un trend negativo figlio del girone d'andata, che porta la società all'esonero di coach Martelossi dopo la sconfitta con l'Aurora Basket Jesi, poi ritirato a seguito di un appello congiunto tra giocatori e tifosi. Le difficoltà comunque sembrano non diminuire perpetrando in una serie di risultati altalenanti, e compromettendo seriamente il cammino verso i playoff promozione, sfiorati per soli due punti nel finale di stagione nonostante la serie positiva di quattro vittorie nelle ultime cinque partite stagionali.

#### Stagione 2014-2015
Nella stagione 2014-2015 la panchina passa al vice di Martelossi, Andrea Diana. Viene inoltre rinnovato quasi interamente il roster: confermato infatti solo il "neo capitano stagionale" Federico Loschi. Arrivano poi nomi importanti come Justin Brownlee ed Alessandro Cittadini, Mirza Alibegović, Roberto Nelson, Andrea Benevelli ed al ritorno di Juan Fernández. Il girone d'andata della regular season è fortemente influenzato dal dualismo contro la rivale storica Verona. Il campionato termina al secondo posto e con l'accesso ai play-off promozione con l'accesso diretto ai quarti di finale contro Trieste. Brescia sconfigge Trieste ed accede alle semifinali contro Torino, dove poi non riesce a raddrizzare la serie e perde la possibilità di giocarsi la finale contro la Fortitudo Agrigento.

### La promozione in Serie A

#### Stagione 2015-2016
Nella stagione 2015-2016 Brescia è determinata a raggiungere la A1, motivo per cui la dirigenza ingaggia nel corso del girone di ritorno il free agent David Moss, affiancandolo al talentuoso Damian Hollis in sostituzione di Reginald Holmes. 
La Centrale del Latte chiude la regular season al secondo posto e nei play-off inizia una lunga e faticosa cavalcata verso il sogno promozione, che la vedono disputare 20 partite in poco più di un mese. La Leonessa riesce a vincere tutte le partite decisive, quelle da dentro/fuori contro Pallacanestro Trapani agli ottavi di finale, contro Derthona Basket nei quarti, contro i campani della Scafati Basket in semifinale e in finale contro la Fortitudo Bologna . 
Il 24 giugno 2016, Brescia corona il sogno di promozione in Serie A, riportando la città di Brescia nel massimo campionato di basket, a 28 anni di distanza dall’ultima partecipazione.

### Gli anni in Serie A

#### Stagione 2016-2017
La Leonessa affronta il primo anno di Serie A con grande slancio, cavalcando l’entusiasmo di una città e di una provincia intera. Cambia il title sponsor, con Centrale del Latte di Brescia che lascia spazio a Germani. Anche il roster viene fortemente rinnovato, con l’arrivo di giocatori di grande esperienza e talento come Marcus Landry e Luca Vitali, nuovi volti come il centro statunitense Jared Berggren, Michele Vitali e il giovane Lee Moore, confermato al termine di una ottima pre-season, accanto ai protagonisti della promozione, a partire dall'americano David Moss che diventerà a partire da questa stagione, il capitano della squadra.
Nella stagione di esordio in Serie A, i biancoblu riescono prima ad ottenere l'accesso alla semifinale di Coppa Italia e poi concludono la regular season con un decimo posto. 

#### Stagione 2017-2018
Il roster è composto da importanti conferme: David Moss, Luca Vitali, Michele Vitali, Lee Moore e l'MVP del precedente campionato Marcus Landry, affiancati dai nuovi arrivi tra cui il pivot Dario Hunt e Brian Sacchetti. 
La stagione per il Basket Brescia Leonessa inizia in positivo, con una striscia di nove vittorie consecutive che le permette di rimanere in testa alla classifica fino alla tredicesima giornata e di qualificarsi alla Coppa Italia di pallacanestro maschile 2018. In coppa, dopo aver battuto la Virtus Pallacanestro Bologna e Pallacanestro Cantù, perde la finale 69-67 contro la Auxilium Pallacanestro Torino. 
La regular season termina in terza posizione ed il Brescia accede quini ai play-off scudetto. Vince i quarti di finale contro la Pallacanestro Varese e si qualifica per la semifinale contro l'Olimpia Milano.
Gara 1, giocata al Mediolanum Forum, finisce con la vittoria del Brescia, risultato storico per la società è la città, che si dovrà poi però arrendere alla superiorità di Milano nelle successive 4 gare.

#### Stagione 2018-2019
Dopo due anni nel roster bresciano Marcus Landry, Michele Vitali e Lee Moore lasciano la squadra, mentre rimangono confermati David Moss, Luca Vitali e Brian Sacchetti, affiancati dai nuovi innesti Jordan Hamilton, Gerald Beverly, Bryon Allen e Awudu Abass. .
La stagione si apre con l’inaugurazione nel mese di settembre del nuovo palazzetto cittadino: il PalaLeonessa, che diventerà d'ora in poi il campo da gioco ufficiale. Per la prima volta nella sua storia, il Basket Brescia Leonessa prende parte ad una competizione europea: l'EuroCup. L'avventura in EuroCup, seppur ben supportata da uno sponsor quale Arcese, si rivela però breve e Brescia si vede costretta ad uscire alla prima fase di qualificazioni, sconfitta in casa dalla squadra tedesca Ulm. 
Il campionato nazionale invece, termina con un decimo posto, fuori quindi dalla zona play-off.
Dopo 8 anni, l'allenatore Andrea Diana, lascia ufficialmente il Basket Brescia Leonessa.

#### Stagione 2019-2020
Il nuovo allenatore del Basket Brescia Leonessa per la stagione 2019-2020 è il campano Vincenzo Esposito, affiancato da Matteo Cotelli e Giacomo Baioni. Il capitano è sempre David Moss La squadra, per la seconda volta nella sua storia, riesce ad ottenere una wild card per la partecipazione all’Eurocup. 
La stagione sembra promettere bene con vittorie sia in campo nazionale che internazionale. Nel febbraio 2020, dopo le Final Eight di Pesaro (dove il Brescia esce sconfitto alla prima partita contro la Fortitudo Bologna), la stagione italiana ed europea viene interrotta a causa della pandemia di COVID-19. A causa del protrarsi della situazione sanitaria in Italia e in Europa, l'Eurocup e il campionato di Serie A, vengono ufficialmente sospesi dalle rispettive organizzazioni nel maggio 2020. La Federazione Italiana di Pallacanestro decide di non assegnare alcun titolo e di non procedere né a promozioni né a retrocessioni.

#### Stagione 2020-2021
Da settembre 2020 il Basket Brescia Leonessa cambia il nome societario e diventa Pallacanestro Brescia. Tra i giocatori troviamo gli storici David Moss, Luca Vitali e Brian Sacchetti, alcuni ritorni come Christian Burns e nuovi innesti quali Drew Crawford, Kenny Chery, Dusan Ristic e Darral Willis.
Le restrizioni dovute alla pandemia di COVID-19 rimangono importanti, perciò il campionato si giocherà a porte chiuse per la maggior parte della stagione.
A dicembre 2020 Vincenzo Esposito risolve consensualmente il contratto con la società ed entra in scena la nuova guida tecnica di Maurizio Buscaglia. La stagione si rivela anomala e difficile sotto molti aspetti. In campo europeo la Pallacanestro Brescia, termina la stagione all'ultimo posto del gruppo B di EuroCup. Per quanto riguarda il campionato di Serie A, dopo aver temuto per qualche giornata la retrocessione, la squadra riesce a mantenere la categoria e chiudere al 9º posto della classifica finale

#### Stagione 2021-2022
Nel 2021 la società decide di dare inizio ad un nuovo progetto triennale, guidato da coach Alessandro Magro (alla sua prima esperienza come capo allenatore in Serie A, ma non la prima a Brescia, in quanto era stato a fianco di Andrea Diana per tre anni sulla panchina bresciana) e dal General Manager Marco De Benedetto. Tanti nuovi arrivi e alcune conferme nel roster: rimangono Christian Burns e David Moss, e arrivano Naz Mitrou-Long, John Petrucelli, Amedeo Della Valle, Kenny Gabriel.
Questa stagione verrà ricordata per il record di 21 vittorie su 30 partite giocate in campionato, di cui 14 consecutive. Un'annata positiva che la Pallacanestro Brescia conclude al 3º posto della classifica finale della regular season LBA, una posizione che le assicura l'accesso ai play-off scudetto, ai quali uscirà ai quarti di finale contro il Banco di Sardegna Sassari.
La buona stagione è certificata dai premi individuali ottenuti a fine stagione da staff e giocatori: Amedeo Della Valle conquista il titolo di MVP del campionato e Miglior Italiano del torneo, Naz Mitrou-Long il premio di Rookie dell'Anno, coach Alessandro Magro vince il premio di Miglior Allenatore ed il GM Marco De Benedetto il premio come Miglior Dirigente della Serie A 2021/2022.

#### Stagione 2022-2023
In questa stagione si torna a giocare in Europa con la partecipazione alla 7DAYS EuroCup. Si prospetta un'annata impegnativa, con un totale di 52 partite da disputare sul suolo nazionale ed internazionale. Per la Pallacanestro Brescia tanti impegni e purtroppo tanti infortuni, tra cui quello di John Petrucelli e Troy Caupain, che costringono la società ad integrare nel roster due nuovi acquisti (Ryan Taylor e Aleksej Nikolic). L'avventura europea di Eurocup termina ad Ankara con la sconfitta alla prima partita degli ottavi di finale contro la squadra Turk Telekom.
In Italia, il Campionato di Serie A si rivela una vera e propria montagna russa di emozioni e risultati: la Germani non riesce ad ottenere una vittoria per molte partite consecutive, tanto da arrivare in zona retrocessione. Verso fine stagione, ritrova però la giusta motivazione per risalire la classifica, fino a sognare i play-off scudetto, mancati poi clamorosamente all'ultima partita contro Scafati.
Anche quest'anno Brescia riesce a conquistare un premio LBA Awards con John Petrucelli, decretato Best Defensive Player del campionato.
Una stagione di alti e bassi, che tuttavia porterà alla squadra il primo trofeo: durante le Final Eight al Palalpitour di Torino, il 19 febbraio 2023, Brescia vince per la prima volta nella storia la Coppa Italia. Amedeo Della Valle vince il premio come MVP e Best Assistman della competizione.

## Stemma e colori
Brescia è conosciuta come la Leonessa d'Italia. Lo stemma della Pallacanestro Brescia riprende colori e simboli della città di Brescia.
Nel logo odierno, la criniera del leone, simbolo della città, richiama il pallone da basket.

## Partecipazioni

### Partecipazioni ai campionati
| Livello | Categoria                  | Partecipazioni | Debutto   | Ultima stagione | Totale |
| 1°      | Serie A                    | 10             | 2016-2017 | 2025-2026       | 10     |
| 2°      | Legadue                    | 2              | 2011-2012 | 2012-2013       | 5      |
| 2°      | Divisione Nazionale A Gold | 1              | 2013-2014 | 2013-2014       | 5      |
| 2°      | Serie A2                   | 2              | 2014-2015 | 2015-2016       | 5      |
| 3°      | Serie A Dilettanti         | 2              | 2009-2010 | 2010-2011       | 2      |

## Allenatori e presidenti
- 2009-2010:  Adriano Furlani
- 2010-2012:  Sandro Dell'Agnello
- 2012-2014:  Alberto Martelossi
- 2014-2019:  Andrea Diana
- 2019-2020:  Vincenzo Esposito
- 2020-2021:  Maurizio Buscaglia
- 2021-2024:  Alessandro Magro
- 2024-2025:  Giuseppe Poeta
- 2025:-  Matteo Cotelli

- 2009-in carica:  Graziella Bragaglio

## Sponsor
- 2010-2014: Centrale del latte di Brescia
- 2015-2016: Centrale del latte di Brescia-Amica Natura
- 2016-attuale: Germani Trasporti

## Capitani
- 2009-2010:  Mauro Quaroni
- 2010-2012:  Massimo Rezzano
- 2012-2013:  Andrea Scanzi

- 2013-2014:  Fabio Di Bella
- 2014-2015:  Federico Loschi
- 2015-2016:  Alessandro Cittadini
- 2016-2023:  David Moss
- 2023-     :  Amedeo Della Valle

## Roster 2025-2026
Aggiornato al 20 agosto 2025.
| Germani Pallacanestro Brescia 2025-2026 | Germani Pallacanestro Brescia 2025-2026 |
| Giocatori                               | Staff tecnico                           |
| --------------------------------------- | --------------------------------------- |

| N. | Naz.                                          | Ruolo | Nome                   | Anno | Alt.   | Peso   |  |
| -- | --------------------------------------------- | ----- | ---------------------- | ---- | ------ | ------ |  |
| 2  | Croazia (bandiera)                            | C     | Miro Bilan             | 1989 | 213 cm | 121 kg |  |
| 3  | Italia (bandiera)                             | A     | Giancarlo Ferrero      | 1988 | 198 cm | 97 kg  |  |
| 5  | Stati Uniti (bandiera)                        | G     | C.J. Massinburg        | 1997 | 196 cm | 92 kg  |  |
| 6  | Italia (bandiera)                             | A     | Andrea Doneda          | 2006 | 197 cm |        |  |
| 7  | Italia (bandiera)                             | PG    | Mattia Santinon        | 2006 | 185 cm |        |  |
| 8  | Italia (bandiera)                             | G     | Amedeo Della Valle (C) | 1993 | 194 cm | 90 kg  |  |
| 9  | Senegal (bandiera)                            | AC    | Maurice Ndour          | 1992 | 206 cm | 110 kg |  |
| 10 | Stati Uniti (bandiera)                        | A     | Jason Burnell          | 1997 | 201 cm | 100 kg |  |
| 18 | Montenegro (bandiera)                         | P     | Nikola Ivanović        | 1994 | 190 cm | 85 kg  |  |
| 21 | Italia (bandiera) · Costa d'Avorio (bandiera) | A     | Joseph Mobio           | 1998 | 199 cm | 94 kg  |  |
| 23 | Stati Uniti (bandiera)                        | A     | Demetre Rivers         | 1995 | 202 cm | 93 kg  |  |
| 25 | Italia (bandiera)                             | PG    | David Cournooh         | 1990 | 187 cm | 83 kg  |  |

| Allenatore |
| - Matteo Cotelli |
| Assistente/i |
| - Gianpaolo Alberti - Alessandro Lotesoriere - David Moss (Player Development Coach) Legenda - (C) Capitano - (IN) Inattivo - Infortunato Roster |

### Staff tecnico e medico
| Staff Tecnico                 | Staff Tecnico                                | Staff Medico                                                      | Staff Medico                                      |
| ----------------------------- | -------------------------------------------- | ----------------------------------------------------------------- | ------------------------------------------------- |
| Allenatore                    | Matteo Cotelli                               | Responsabile Sanitario                                            | Alessandro Corsini                                |
| Assistenti                    | - Gianpaolo Alberti - Alessandro Lotesoriere | Responsabile Staff Medico, Consulente Ortopedico e Medico Sociale | Pierfrancesco Bettinsoli                          |
| Player Development Coach      | David Moss                                   | Consulente Ortopedico                                             | Domenico Signorelli                               |
| Preparatore Fisico            | Carlo Voltolini                              | Fisioterapisti                                                    | - Michele Buffoli - Carlo Galbiati - Mauro Aiolfi |
| Assistente Preparatore Fisico | Andrea Saresera                              | Nutrizionista                                                     | Giuseppe Cucinotta                                |

## Organigramma
- Graziella Bragaglio – Presidente
- Franco Dusina – Vicepresidente
- Enrico Giuseppe Zampedri – Vicepresidente
- Mauro Ferrari – Amministratore Delegato
- Roberto Vagheggi – Amministratore Delegato
- Matteo Bonetti– Consigliere
- Riccardo Roversi – Consigliere

Area Tecnica
- Mauro Giancarli – Team Manager
- Giovanni Galiberti – Team Manager Settore Giovanile

Area Amministrativa
- Marco Patuelli - Direttore operativo
- Paolo Bianchi - Direttore amministrativo
- Lara Filisina - Ticketing e Merchandising
- Silvia Patera - Ticketing e Merchandising
- Diego Mondolo - Segreteria commerciale
- Virginia Guerra - Assistente Segreteria commerciale
- Martina Guerra – Segreteria Settore Giovanile

Area Comunicazione e Marketing
- Silvia Fassi – Digital Specialist
- Alessio Sigalini - Addetto Stampa
- Cristina Tarletti – Settore Giovanile
- Gaia Vettore – Graphic Designer

## Palmarès
- Campionato italiano dilettanti: 2

2010-11, 2015-16
- Coppa Italia: 1

2023

## Impianto di gioco
Per i primi anni, la Pallacanestro Brescia ha disputato le partite casalinghe presso il Pala San Filippo, situato all'interno del Centro Sportivo San Filippo di Brescia, dotato di circa 2.400 posti a sedere. Durante la stagione 2015-2016 per la nona giornata del girone d'andata di campionato contro la Fortitudo Bologna, e per le semifinali e finali play-off scudetto, la società ha scelto come terreno di gioco il PalaGeorge di Montichiari (circa 4.000 spettatori). Una scelta motivata dalla maggiore capienza della struttura monteclarense rispetto alla cittadina.
Dalla stagione 2016-2017 il PalaGeorge diventa a tutti gli effetti il campo di gioco ufficiale, in cui la Pallacanestro Brescia vinse 24 delle 33 partite giocate.
La ristrutturazione del PalaEIB, in cui si giocò l'ultima partita di basket nel 1991, termina giusto in tempo per l'inizio della stagione 2018-2019. Dal settembre 2018 le partite casalinghe della Pallacanestro Brescia, si giocano nel nuovo impianto cittadino: il PalaLeonessa A2A, con una capienza di 5.200 spettatori.

## Tifoseria

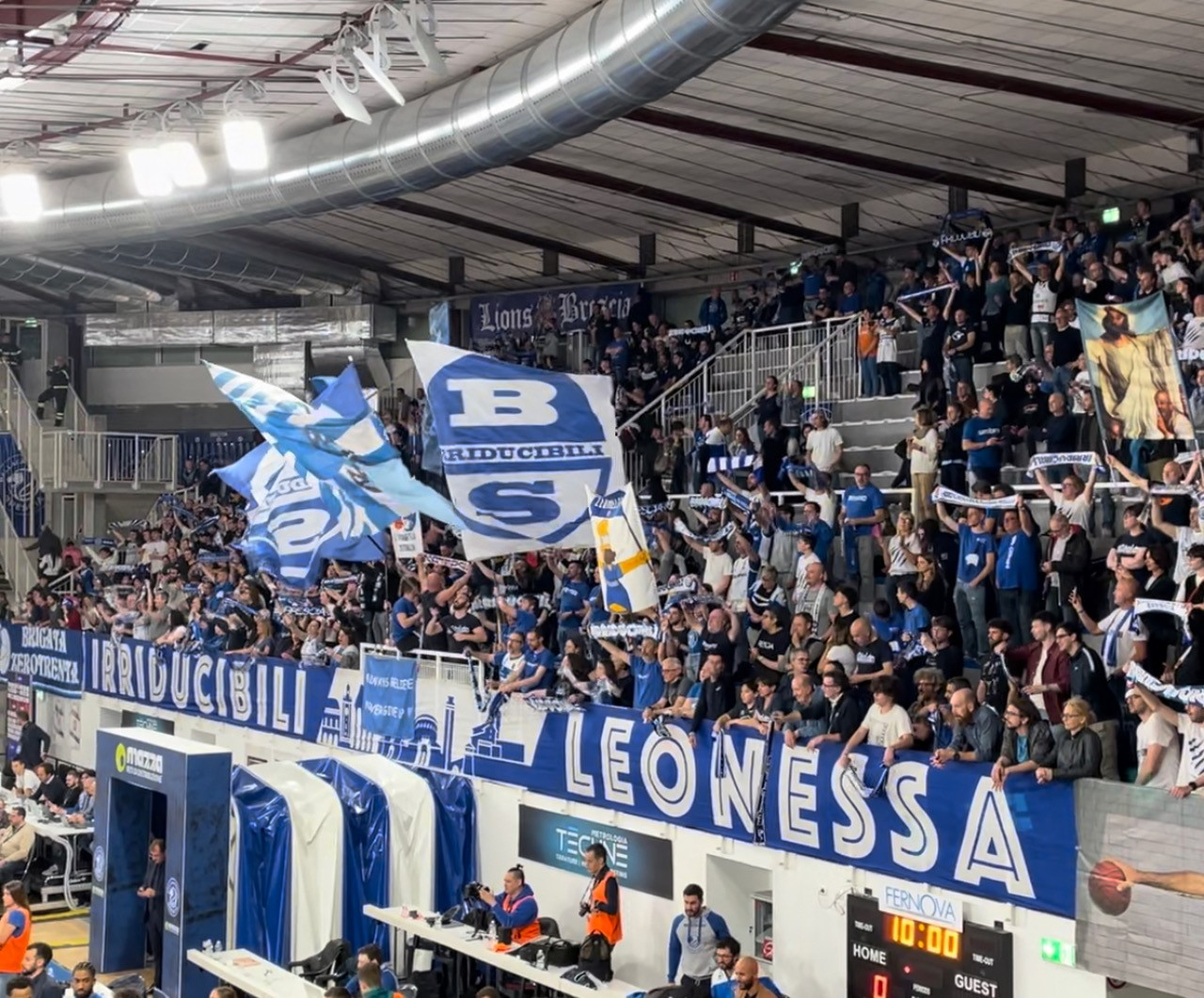
La Curva Nord del Palaleonessa, durante una partita di campionato della Germani Brescia, nella stagione 2022/2023.

La tifoseria della Pallacanestro Brescia è stata soprannominata Onda Blu, in seguito ad un'iniziativa societaria durante la quale, nei playoff 2012-2013, vennero consegnate circa 3.000 maglie blu, creando un colpo d'occhio impressionante che si è poi ripetuto per tutte la serie. L'iniziativa è stata poi riproposta anche durante i play-off 2017-2018.
Il gruppo più longevo, dal 2010, e numeroso all'interno della tifoseria bresciana è quello degli Irriducibili. Il 4 febbraio 2023 viene fondato un altro gruppo: la Brigata Zerotrenta.
Sono gemellati con la tifoseria del Trapani Shark. Recentemente, sono sorti rapporti di amicizia, nei confronti dei tifosi della Pallacanestro Reggiana.
L'inno dei tifosi bresciani è Madonnina dai riccioli d'oro.